# Oral Fixation Vol. 2
Oral Fixation Vol. 2 је трећи студијски албум поп певачице Шакира, који је изашао 28. новембара 2005. у издању Колумбија рекордса.

## Списак песама
28. новембар 2005.
1. „How Do You Do“ - 3:45
2. „Don't Bother“ - 4:17
3. „Illegal“ (featuring Carlos Santana) - 3:53
4. „The Day and the Time“ (featuring Gustavo Cerati) - 4:22
5. „Animal City“ - 3:15
6. „Dreams for Plans“ - 4:02
7. „Hey You“ - 4:09
8. „Your Embrace“ - 3:33
9. „Costume Makes the Clown“ - 3:12
10. „Something“ - 4:21
11. „Timor“ - 3:32

28. март 2006. (Re-release)
1. „How Do You Do“ - 3:45
2. „Illegal“ (featuring Carlos Santana) - 3:53
3. „Hips Don't Lie“ (featuring Wyclef Jean) - 3:41
4. „Animal City“ - 3:15
5. „Don't Bother“ - 4:17
6. „The Day and the Time“ (featuring Gustavo Cerati) - 4:22
7. „Dreams for Plans“ - 4:02
8. „Hey You“ - 4:09
9. „Your Embrace“ - 3:33
10. „Costume Makes the Clown“ - 3:12
11. „Something“ - 4:21
12. „Timor“ - 3:32

## Синглови
| #  |  |                                        |                                                         |  |
| -- |  | -------------------------------------- | ------------------------------------------------------- |  |
| 1. |  | „Don't Bother”                         | Септембар 2005. 23. јануар 2006.                        |  |
| 2. |  | „Hips Don't Lie” featuring Wyclef Jean | Фебруар 2006. (Северна Америка)                         |  |
| 3. |  | „Illegal”                              | 14. новембар 2006. (Северна Америка) 11. децембар 2006. |  |